# Eunice imogena
Eunice imogena är en ringmaskart som först beskrevs av Monro 1924.  Eunice imogena ingår i släktet Eunice och familjen Eunicidae. Inga underarter finns listade i Catalogue of Life.